# Матуку
Матуку (фидж. Matuku) — остров в Фиджи. Административно входит в состав провинции Лау.

## География
Остров Матуку расположен в западной точке архипелага Лау, в южной части Тихого океана, и является частью островной подгруппы Моала. Омывается водами моря Коро. Ближайший материк, Австралия, находится примерно в 2750 км. Матуку представляет собой вулканический остров, площадь которого составляет 57 км², а высшая точка достигает 385 м.
С наветренной стороны остров покрыт густым тропическим лесом. Имеются луга, заросли тростника и пандануса. Климат на Матуку влажный тропический. Подвержен негативному воздействию циклонов.

## История
В прошлом остров находится под сильным тонганским влиянием, служа «связывающим звеном» между островами Тонга и Фиджи. Европейским первооткрывателем Матуку является британский капитан шхуны «Резольюшен» Оливер, который исследовал остров в 1791 году. Путешественник, который незадолго до этого расстался с судном Эдварда Эдвардса, занимался поисками мятежного корабля «Баунти» и провёл на острове вместе со своей командой пять недель. В 1827 году на Матуку побывал французский мореплаватель Дюмон-Дюрвиль.
В середине XIX века на острове появились первые христианские миссионеры — тонганские методисты. В 1853 году Матуку был завоёван тонганским вождём Маафу. Однако уже в 1874 году все острова Фиджи перешли под контроль Британской империи.